# Prosthetic Head
«Prosthetic Head» es un sencillo promocional de la banda estadounidense de rock Green Day publicado en el año 1998 y canción que cierra el álbum Nimrod. Fue lanzada solamente como un CD promocional en Alemania y es actualmente una pieza de colección difícil de encontrar. La canción  fue escrita por Billie Joe Armstrong, no se considera sencillo oficial de Nimrod.
La canción habla sobre las estrellas de Hollywood a las que Billie considera falsas.

## Listado de canciones
| CD Promocional |                                   |          |  |
| N.º            | Título                            | Duración |  |
| 1.             | «Prosthetic Head» (Remix Version) | 3:31     |  |